# Тополёвка (Новгородская область)
Тополёвка — деревня в Любытинском муниципальном районе Новгородской области, входит в Любытинское сельское поселение.

## История
В 1964 г. Указом Президиума ВС РСФСР деревня Перница переименована в Тополёвку.

## Население
| 2010 |
| ---- |
| 0    |